# Rampjaar
I den nederlandske historie betegnes 1672 som rampjaar, et katastrofeår. Da erklærede England, Frankrig, Kurköln og Münster krig mod Republikken af de syv forenede Nederlande, som samtidig havde indrepolitisk uro. 
De krigeriske begivenheder begyndte med den tredje engelsk-nederlandske krig 1672–1674, en del af de fransk-nederlandske krige, hvor Frankrig, Münster og Köln dannede en alliance mod Nederlandene, og som varede fra 1672 til 1678.
I Nederlandene opfattes året 1672 stadig som et traumatisk lavpunkt i landets fortid og er gået ind i historien med denne vending: 
Het volk was redeloos, de regering radeloos, en het land reddeloos (nederlandsk)
'Folket var rådvildt, regeringen desperate og landet uden redning'.